# Doxocopa reliqua
Doxocopa reliqua är en fjärilsart som beskrevs av Krüger 1929. Doxocopa reliqua ingår i släktet Doxocopa och familjen praktfjärilar. Inga underarter finns listade i Catalogue of Life.